# Juyongpasset

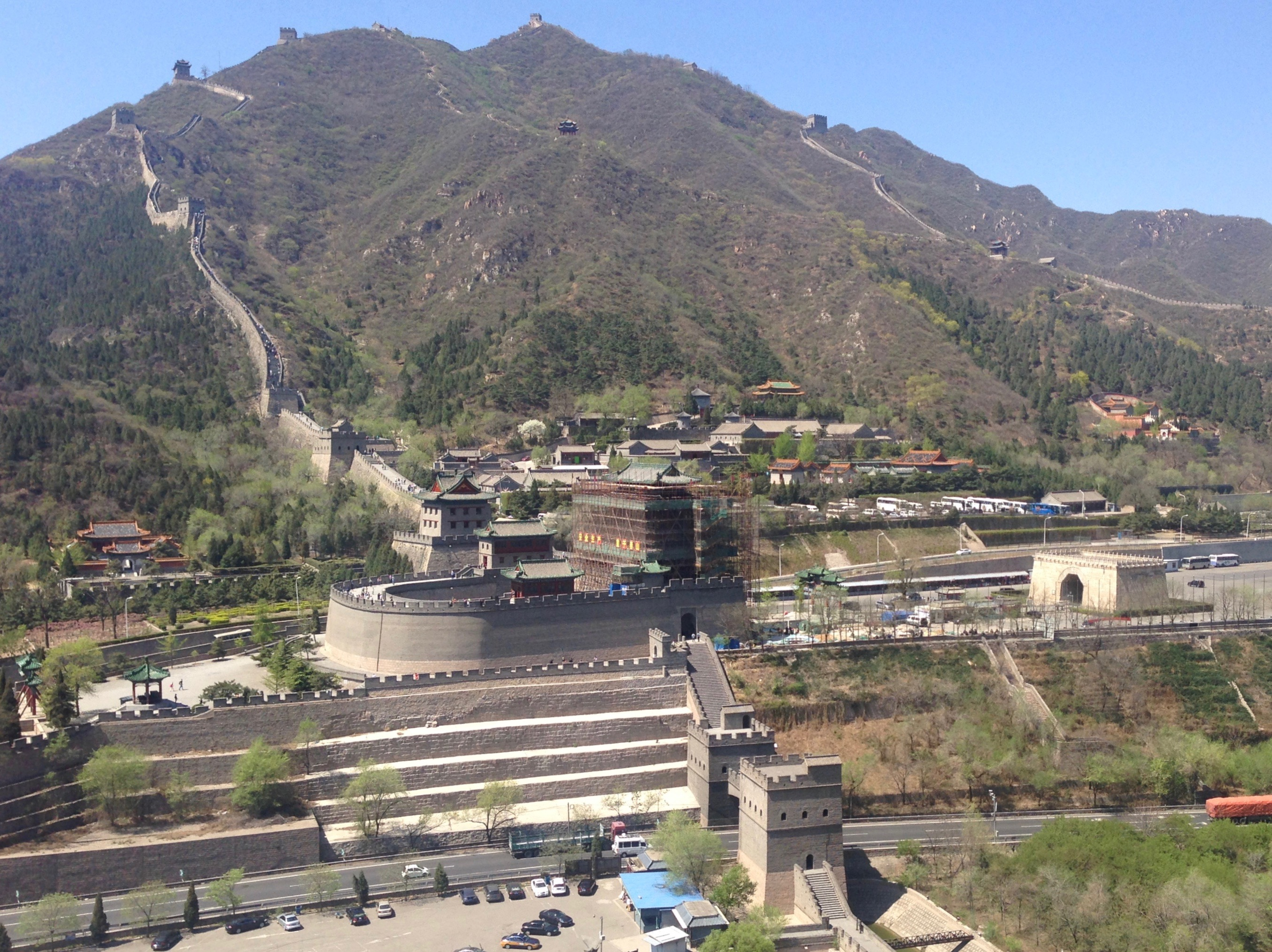
Juyongguan norr om Peking. I bakgrunden syns den Kinesiska muren som ansluter till Juyongguan.

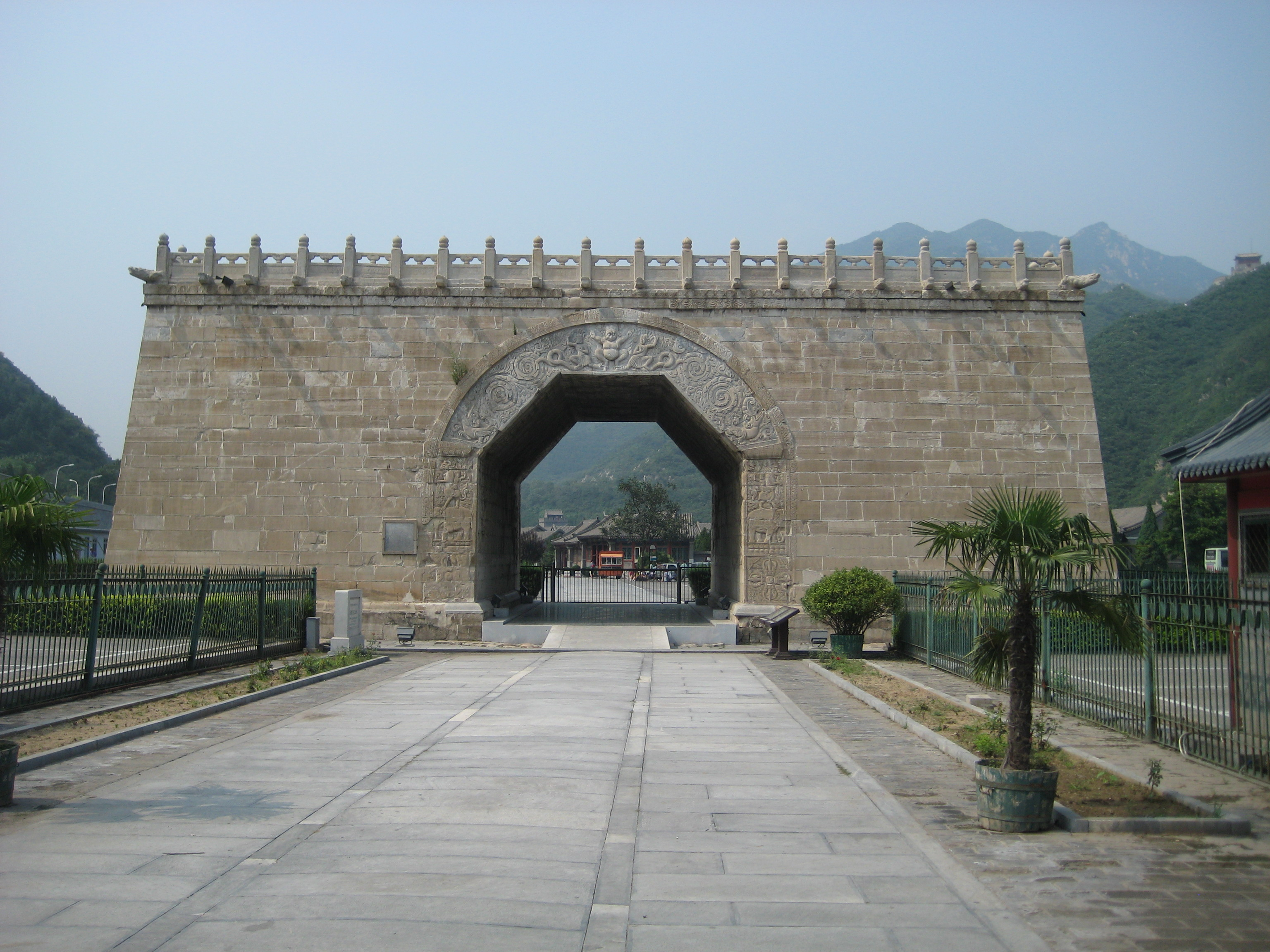
Södra sidan av Molnterrassen vid Juyongguan.

Juyongguan (居庸关), eller Juyongpasset, är ett bergspass och en historisk strategiskt viktig passage norr om Peking i Kina som även är en del av Kinesiska muren. Juyongguan ligger 50 km nordväst om centrala Peking i Changpingdistriktet. Juyongguan  är tillsammans med Guguan, Zijingguan och Daomaguan de fyra kända passagen i den kinesiska muren i Mingdynastins "Västra Beijing" (京西)
Juyongguan var redan under  Zhoudynastin (1046–256 f.Kr.) en bevakad passage, då av feodalstaten  Yan. Under Handynastin (206 f.Kr-220) växte Juyongguan till en gränsstad. Under Norra Qidynastin (550–577) byggdes sektioner av den Kinesiska muren från Juyongguan väster ut till Datong och öster ut till Shanhaiguan. År 1342 under Yuandynastin byggdes en pagod där dess fundament även var vägpassagen vid Juyongguan. Fundamentet som finns kvar idag kallas Molnterrassen. Juyongguan förblev en bevakad passage genom alla dynastier fram till Mingdynastin (1368-1644). Dagens utförande av Juyongguan färdigställdes 1368. Den Kinesiska muren omsluter i en tre kilometer lång sträckning bergspasset vid Juyongguan och fortsätter sedan norr ut mot Badaling. Tidigare anslöt även Juyongguan till den "inre muren" öster ut mot Mutianyu, men den anslutande sektionen är idag borta.
Juyongguan ligger 284 meter över havet.. Terrängen runt Juyongguan är bergig.. I omgivningarna runt Juyongguan växer i huvudsak buskskog.
Inlandsklimat råder i trakten. Årsmedeltemperaturen i trakten är 13 °C. Den varmaste månaden är juni, då medeltemperaturen är 26 °C, och den kallaste är januari, med −4 °C. Genomsnittlig årsnederbörd är 655 millimeter. Den regnigaste månaden är juli, med i genomsnitt 189 mm nederbörd, och den torraste är januari, med 3 mm nederbörd.